# Romain Duris
Romain Duris (París, 28 de maig de 1974) és un actor de cinema francès.

## Biografia
Fill de pare arquitecte i mare enginyera, Duris va estudiar arts aplicades a la Universitat, però va abandonar la pintura per centrar-se en la música. Va crear un grup de jazz-funk-rap anomenat Kingsize, on era bateria, que també va abandonar després.
És una simple coincidència que es convertís en actor. Descobert a la sortida de classes pel director de càsting Cédric Klapisch, ell no volia ser actor, i no estava realment motivat en el seu primer càsting.
El paper que li va fer descobrir què portava dins va ser el que va realitzar per a la pel·lícula de Cédric Klapisch Le Péril jeune (1994). Posteriorment treballaria amb el mateix director en Chacun cherche son chat (1996) i Peut-être (1999).
També ha col·laborat repetidament amb el director Tony Gatlif, en les pel·lícules Gadjo Dilo (1997), paper pel qual va rebre una nominació en els Premis César com a millor actor masculí, en Je suis né d'une cigogne (1999) i en Exils (2004). I amb el director Olivier Dahan, en les pel·lícules Déjà mort (1998) i Le Petit Poucet (2001, de la sèrie Una vegada hi havia....
El 2002 va arribar el seu més gran èxit comercial amb la comèdia de Cédric Klapisch Una casa de bojos, que el confirmaria com un gran valor entre les joves promeses del cinema francès.
Després ha anat encadenant pel·lícules, la majoria de gran pressupost, com Adolphe de Benoît Jacquot (2002), Arsène Lupin de Jean-Paul Salomé (2004), Les nines russes (2005, que és la continuació d'Una casa de bojos) i París (2008), ambdues de Cédric Klapisch, entre d'altres.
La seva actuació en el drama De tant bategar se m'ha parat el cor Jacques Audiard (2005) va ser lloada de forma unànime per la crítica, sent una prova més de la vàlua d'aquest actor.
El 2017 va treballar amb el director Ridley Scott en la pel·lícula biogràfica i dramàtica All the Money in the World.

## Vida personal
Duris està casat amb la també actriu francesa Olivia Bonamy i junts tenen un fill, Luigi, nascut el 10 de febrer de 2009.

## Filmografia

### Cinema
- 1994: Le Péril jeune de Cédric Klapisch: Tomasi
- 1994: Frères (TV) d'Olivier Dahan: Marco
- 1995: Mémoires d'un jeune con de Patrick Aurignac: Luc
- 1995: Chacun cherche son chat de Cédric Klapisch: el batería
- 1996: 56 fois par semaine de Raphaël Fejtö
- 1997: Dobermann de Jan Kounen: Manu
- 1997: Gadjo Dilo de Tony Gatlif: Stéphane
- 1997: Déjà mort d'Olivier Dahan: Romain
- 1998: Je suis né d'une cigogne de Tony Gatlif: Otto
- 1998: Les Kidnappeurs de Graham Guit: Zéro
- 1999: Peut-être de Cédric Klapisch: Arthur
- 2001: Le Petit Poucet d'Olivier Dahan: Guàrdia de la reina
- 2001: Being Light de Jean-Marc Barr: Maxime Lecocq
- 2001: Dix-sept fois Cécile Cassard de Christophe Honoré: Matthieu el homosexual
- 2001: CQ de Roman Coppola: El realizador hippie
- 2002: Filles perdues, cheveux gras de Claude Duty: Mathieu
- 2002: Adolphe de Benoît Jacquot: D'Erfeuil
- 2002: Pas si grave de Bernard Rapp: Léo
- 2002: Shimkent Hotel de Charles de Meaux: Romain'
- 2002: Una casa de bojos (L'auberge espagnole) de Cédric Klapisch: Xavier
- 2003: 'Le Divorce de James Ivory: Yves
- 2003: Les Clefs de bagnole de Laurent Baffie (breu aparició)
- 2003: Osmose de Raphaël Fejtö: Rémi
- 2004: Exils de Tony Gatlif: Zano
- 2004: Arsène Lupin de Jean-Paul Salomé: Arsène Lupin
- 2005: De tant bategar se m'ha parat el cor de Jacques Audiard: Thomas Seyr
- 2005: Las muñecas rusas de Cédric Klapisch: Xavier Rousseau
- 2006: Dans Paris de Christophe Honoré: Paul
- 2007: Molière de Laurent Tirard: Molière
- 2007: L'Âge d'homme... maintenant ou jamais! de Raphaël Fejtö: Samuel
- 2008: Paris de Cédric Klapisch: Pierre
- 2008: Afterwards de Gilles Bourdos: Nathan Del Amico
- 2009: Persécution de Patrice Chéreau: Daniel
- 2010: Els seductors (L'arnacoeur) de Pascal Chaumeil: Alex Lippi
- 2010: L'Homme qui voulait vivre sa vie d'Eric Lartigau: Paul Exben
- 2012: Populaire de Régis Roinsard: Louis Echard
- 2013: Nova vida a Nova York de Cédric Klapisch: Xavier Rousseau
- 2016: La Confession de Nicolas Boukhrief: Léon Morin
- 2017: All the Money in the World de Ridley Scott: Cinquanta
- 2017: Madame Hyde de Serge Bozon: el director
- 2018 Dans la brume de Daniel Roby : Mathieu
- 2019 Le Déserteur de Maxime Giroux : Lest
- 2021 Eiffel de Martin Bourboulon : Gustave Eiffel
- 2021 En attendant Bojangles de Régis Roinsard : Georges
- 2022 Coupez ! de Michel Hazanavicius : Rémi
- 2023 Les Trois Mousquetaires : D'Artagnan de Martin Bourboulon : Aramis
- 2024 Les Trois Mousquetaires : Milady de Martin Bourboulon : Aramis

## Premis i nominacions
- Acteurs à l'Écran
  - 1999: Nominat al Prix Michel Simon - Millor actor per Gadjo dilo (1997).

- Chlotrudis Awards
  - 2006: Nominat al Premi Chlotrudis - Millor actor per De tant bategar se m'ha parat el cor (2005).

- Premis César, França

- - 2006: Nominat al César - Millor actor per De tant bategar se m'ha parat el cor (2005).
  - 2000: Nominat al César - Millor actor revelació per Peut-être (1999).
  - 1999: Nominat al César - Millor actor revelació per Gadjo Dilo (1997).

- European Film Awards
  - 2005: Nominat al European Film Award - Millor actor per De tant bategar se m'ha parat el cor (2005).